# Гав'юк Микола Юрійович
Микола Юрійович Гав'юк (нар. 19 грудня 1986, м. Львів) — український скрипаль, камераліст, концертмейстер Академічного симфонічного оркестру Львівської національної філармонії імені Мирослава Скорика, лавреат міжнародних конкурсів.

## Життєпис
Народився у місті Львові в сім'ї видатного скульптора та живописця Юрія Гав'юка. Свій шлях розпочав у Львівській державній дитячій музичній школі № 1 імені Анатолія Кос-Анатольського. Продовжив здобувати музичну освіту у Львівській середній спеціалізованій музичній школі-інтернаті імені Соломії Крушельницької спершу у класі Ольги Корінець, а згодом у класі Оксани Цап. Протягом навчання брав участь у численних всеукраїнських та міжнародних конкурсах, зокрема Міжнародний скрипковий конкурс «Remember Enescu» в Сінаї (Румунія, 2000 р.), Міжнародний дитячо-юнацький мистецький конкурс «Срібний дзвін» в Ужгороді (Україна, 2001 р.). Вагомими здобутками стали III премія на Міжнародному конкурсі виконавців на струнно-смичкових інструментах «The quest for talents/Talens for Europe» Дольному Кубіні (Словаччина, 2002 р.), що входить до Європейської спілки молодіжних музичних конкурсів (EMCY) та II премія на Міжнародному конкурсі виконавців на струнних смичкових інструментах імені М. Єльского в Мінську (Білорусь, 2003 р.).
У 2004 році вступив до Львівської національної музичної академії імені Миколи Лисенка в клас професора Володимира Заранського, де у 2009 році здобув ступінь магістра музичного мистецтва. Неабиякий вплив на становлення скрипаля як ансамбліста мали студії в класі камерного ансамблю професора Тетяни Шуп'яної. Вдосконалював свою гру на майстер-класах у таких знаних скрипалів як Іврі Гітліс (Франція), Марк Лакірович (США), Меліса Меллінгер (Німеччина), а також був учасником Літньої музичної академії в Києві (Україна, 2005 р.) та VIIII Літньої музичної академії в Кракові (Польща, 2006 р.). У 2006 році став дипломантом X Міжнародного конкурсу юних скрипалів Кароля Ліпинського i Генрика Венявського (Люблін, Польща). У 2010 році здобув II премію на Регіональному відкритому конкурсі-фестивалі скрипалів «У благословенні скрипалевих рук» (Тернопіль, Україна).
З 2008 року є першою скрипкою Струнного квартету «Фенікс», який є невід'ємною частиною музичного життя Львова та України. У 2021 році квартет став резидентом Львівської національної філармонії імені Мирослава Скорика.
З 2013 по 2015 рік обіймав посаду соліста-концертмейстера Академічного симфонічного оркестру «INSO-Львів».
У 2015 році скрипаль став стипендіатом програми Міністерства культури та національної спадщини Польщі Gaude Polonia та стажувався у Музичному університеті Фридерика Шопена у Варшаві в класі професора Януша Вавровського.
У 2016—2020 роках викладав у Львівській національній музичній академії імені Миколи Лисенка (кафедра скрипки, кафедра камерного ансамблю та квартету).
З 2019 року Микола Гав'юк є концертмейстером Академічного симфонічного оркестру Львівської національної філармонії імені Мирослава Скорика.
У 2021 році скрипаль був відзначений стипендією Президента України для молодих митців у сфері музичного мистецтва.
За свою творчу кар'єру неодноразово співпрацював з оркестрами Закарпатської, Київської, Хмельницької філармоній, Одеського національного академічного театру опери та балету, оркестрами «Sinfonia Varsovia», K&K Philarmoniker, «Віртуози Львова», «Leopolis», та видатними музикантами сучасності: Готьє Капюсон, Франк Брале, Міша Кац, Мелані Местре, Януш Вавровський, Анна Марія Стаскевич, Катажина Буднік, Джейкоб Шоу, Рафаель Серрале.
З-поміж іншого, також був учасником таких фестивалів та конкурсів: Міжнародний фестиваль сучасної музики КОНТРАСТИ (Україна), Міжнародний фестиваль музичного мистецтва «Віртуози» (Україна), Фестиваль дворів і музеїв у Фрайбурзі (Німеччина), Альдебаранський музичний фестиваль (Італія), Міжнародний фестиваль майстрів мистецтва ім. С. Ріхтера (Україна), Фестиваль Mag (Хорватія), Фестиваль «Music on the street» (Швейцарія), Міжнародний конкурс скрипалів ім. Леоша Яначека (Брно, Чехія), Літні музичні вечори у Києві (Україна), Міжнародний фестиваль класичної музики «Людкевич Фест» (Україна), Нова музика Львова (Україна), Guitar Vik Всеукраїнський фестиваль класичної гітари у Львові (Україна), Конкурс композиторів ORIENT/OCCIDENT, Міжнародний композиторський конкурс імені Бруно Мадерни, Композиторський конкурс MUSICA PER ARCHI, Фестиваль класичної та сучасної музики «Музичне сузір'я Закарпаття» (Україна), Міжнародний музичний маратон пам'яті Василя Сліпака W Live, Міжнародний фестиваль Відкриваємо Падеревського (Україна), XV Фестиваль імені Францишека Вибранчика. «Симфонія Варсовія» своєму місту (Варшава, Польща), Музичні простори/Muzyczne przestrzenie (Польща), Міжнародний конкурс польської музики імені Станіслава Монюшка (Жешув, Польща), ХХ Мистецький фестиваль "Осінь з музикою Кароля Шимановського" (Кропивницький, Україна).

## Відзнаки та досягнення
- 2002 р. — Міжнародний конкурс виконавців на струнно-смичкових інструментах «The quest for talents/Talants for Europe» (Dolny Kubin, Slovakia), III премія.
- 2003 р. — Міжнародний конкурс виконавців на струнних смичкових інструментах імені М. Єльского (Мінськ, Білорусь), II премія.
- 2010 р. — Регіональний відкритий конкурс-фестиваль скрипалів «У благословенні скрипалевих рук» (Тернопіль, Україна), II премія.
- 2015 р. — Стипендіальна програма Міністерства культури та національної спадщини Польщі Gaude Polonia.
- 2021 р. — Стипендія Президента України для молодих митців у сфері музичного мистецтва.